# Xungen-Literatur
Xungen-Literatur (chinesisch 尋根文學 / 寻根文学, Pinyin xúngēn wénxué), auch bekannt als Wurzelliteratur oder Literatur der Wurzelsuche, ist eine Literaturströmung, die in der Volksrepublik China in der 2. Hälfte der 1980er-Jahre aufkam. Die Wurzeln der chinesischen Zivilisation wurden im Bauerntum gesucht und anhand neuer Methoden analysiert. Diese retrospektive Literaturströmung durchbrach den offiziell sanktionierten Realismus und die gängige politische Rhetorik.

## Entwicklung
Als die Reform- und Öffnungspolitik eine allgemeine Enttäuschung gegenüber der Kommunistischen Partei Chinas auslöste, begannen Schriftsteller nach Mängeln zu suchen, die über das politische System hinausreichten. Sie vermieden dadurch eine direkte Debatte um politische Themen. Zugleich ist die Literatur der Wurzelsuche als Reaktion auf die Narbenliteratur zu sehen. Die Xungen-Literatur fragt nach dem historisch kulturellen Fundament, das Fehlentwicklungen wie die Kulturrevolution erst ermöglicht hatte.
Die Auseinandersetzung der Literatur mit der eigenen Tradition profitierte von der verstärkten Aufnahme westlicher Literatur und der freudschen Psychoanalyse. Westliche Erzähltechniken, wie jene des Magischen Realismus, prägen die Werke, die als Xungen-Literatur bekannt sind. So avancierte auch Gabriel García Márquez zu einem neuen literarischen Vorbild.
Mit Die „Wurzeln“ der Literatur (chinesisch 文學的"根" / 文学的"根", Pinyin wénxué de gēn)  schrieb Han Shaogong 1985 einen für diese Literaturbewegung wegweisenden Artikel, in welchem er die chinesische Identität ins Zentrum der Betrachtung stellt. Die Xungen-Literatur versucht nicht nur die chinesische Identität, sondern auch die Identität des Individuums wiederzufinden. So ist diese retrospektive Literaturbewegung nicht nur ein Wiederaufleben der Bauernliteratur früher kommunistischer Schriftsteller, sondern ein Weg der literarischen Befreiung von ideologischen Vorgaben und tief verwurzelten Denkmustern.

## Charakteristika
Die Xungen-Literatur hat keine didaktische Funktion und lehnt das Konzept des Bauern als politische Kategorie ab. In Retrospektion auf das Bauerntum als Grundstein der Kultur kehrt sie zu einem grundsätzlichen Verständnis der eigenen Zivilisation zurück, um es zu überwinden.
Mithilfe der Elemente aus der Heimatliteratur und modernistischer Erzähltechniken wurden mannigfaltige Erzählungen geschaffen. Ihr Fokus ist auch auf den literarischen Prozess selbst gerichtet. Selbstreflexives literarisches Schaffen, Anachronie, multiple Perspektiven, ausgeprägtes Sprachbewusstsein können u. a. als Merkmale der Xungen-Literatur genannt werden. Die Werke der Xungen-Literatur sind auch durch ihre Komplexität und starken Unterschiede voneinander gekennzeichnet.

## Autoren, die zur Xungen-Literatur beitrugen
- Ah Cheng
- Can Xue
- Deng Yi
- Deng Youmei
- Feng Jicai
- Han Shaogong
- Mò Yán
- Ma Yuan
- Wang Zengyi
- Wang Anyi
- Zhen Wanlong